# Alchemilla elisabethae
Alchemilla elisabethae es una especie de planta del género Alchemilla, perteneciente a la familia Rosaceae.

## Taxonomía
Alchemilla elisabethae fue descrita por Serguéi Yuzepchuk en 1934.

## Distribución
Se encuentra en el territorio del Cáucaso septentrional y Transcaucasia.